# 玛莉美歌
玛莉美歌（芬蘭語：Marimekko Oyj）是一家经营纺织品和服装的芬兰上市公司。公司以“玛莉美歌”的品牌设计和制作服装、纺织品和室内装饰品。在1960年代它曾在时尚方面影响深远。特别在妇女时装和室内装饰方面以其明亮多彩的印花织物及简朴风格而著称。
公司是1951年由阿尔米和维尔约·拉蒂亚夫妇成立的。阿尔米·拉蒂亚在1974年把公司引入股市，并直到她去世时经营领导了公司28年。1985年阿美尔集团把它买下成为其旗下公司。在多年经营不景气后公司由基尔斯蒂·帕卡宁买下，并由她在1991至2008年间经营领导。她在1999年重新把公司引入股市。自2015年4月起公司总经理由蒂娜·阿拉胡赫塔-卡斯科担任。
玛莉美歌公司的市值在2016年底时为7.67千万欧元，其营业额为9.96千万欧元，员工数量为431人。全世界范围内有159家商店，其中63家商店在芬兰。

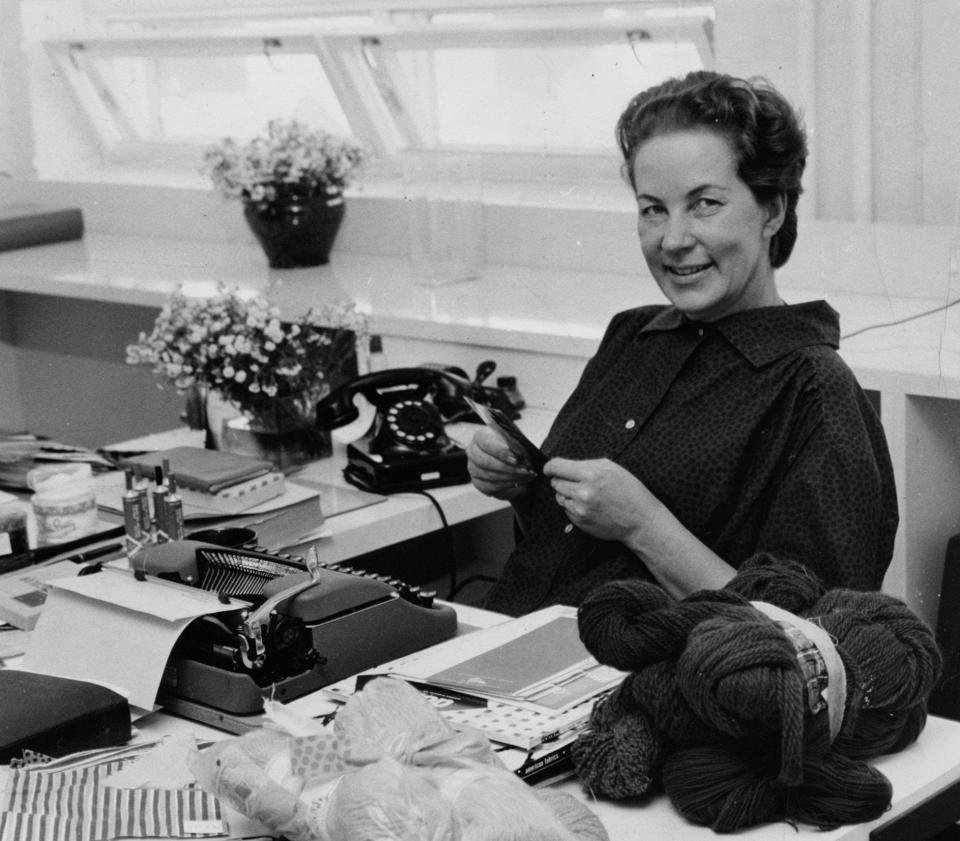
公司创始人之一阿尔米·拉蒂亚
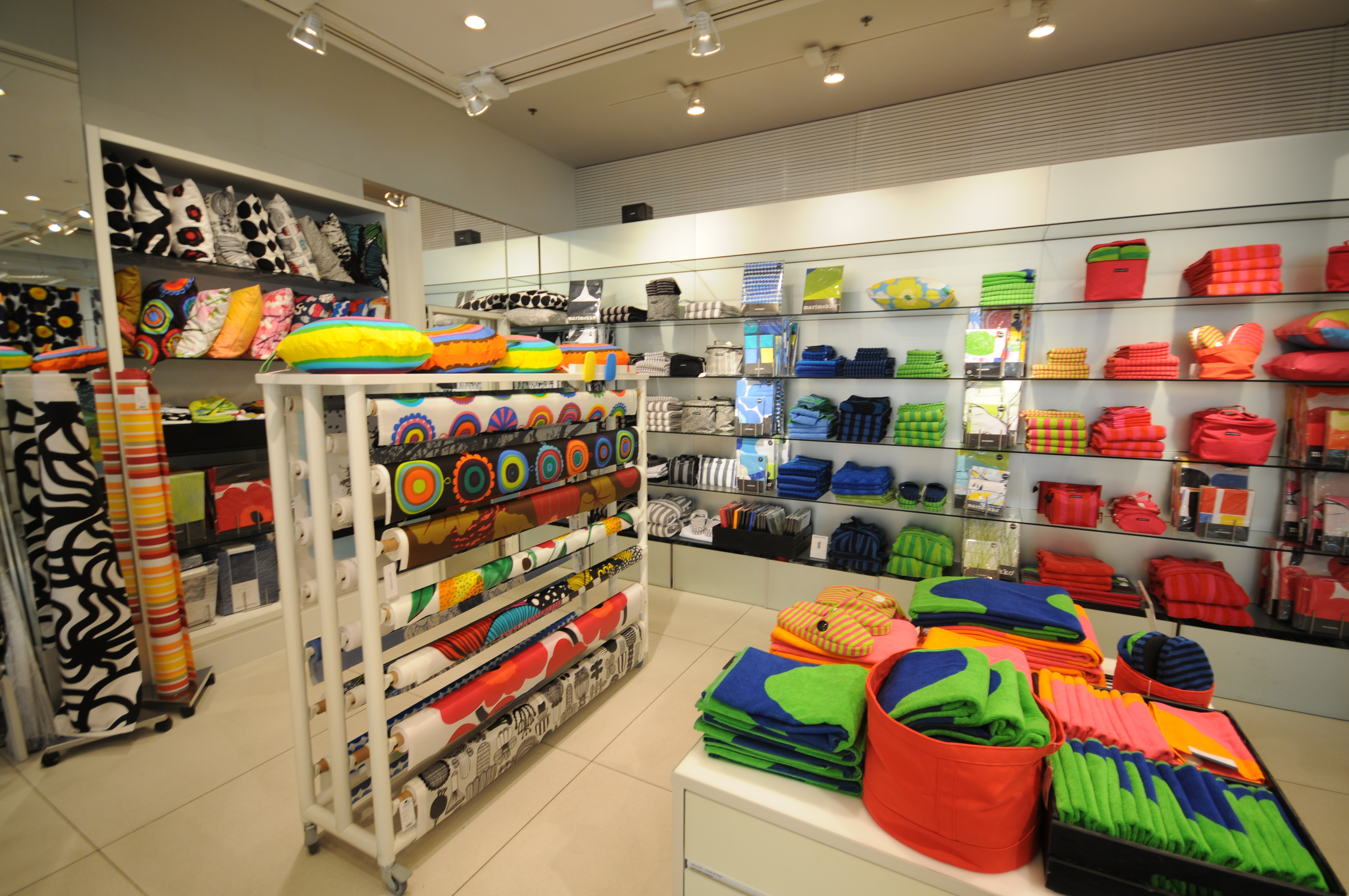
位于赫尔辛基的玛莉美歌商店
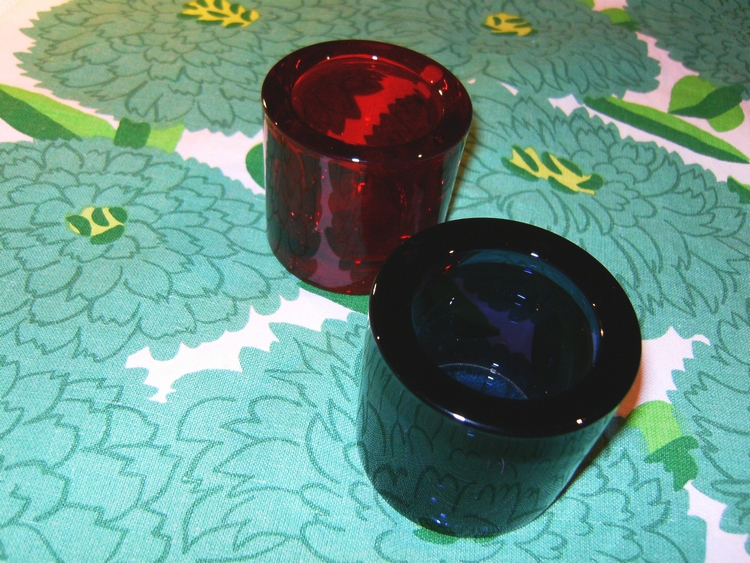
玛莉美歌布料及和伊塔拉公司共同出品的烛台

2018年，玛莉美歌突破衣服和家品上的局限，與Clinique合作推出多款聯乘妝品，10款經典圖案化身多款唇產品、粉底及精華，重點包括琉璃唇彩，20種色號由裸色、鮮明至暗紅系都有，產品上的10款印花，均是出自靈魂人物安妮卡·里玛拉（1936-2014）。